# Phủ Quốc vụ khanh (Tòa Thánh)
Quốc vụ khanh Tòa Thánh là thể chế được lâu đời nhất trong Giáo triều Rôma (cơ quan quản lý cao nhất của Giáo hội Công giáo Rôma và Vatican). Quốc vụ khanh Tòa Thánh được chia làm hai phân bộ: Phân bộ Thứ Nhất (Bộ Thường vụ): đảm trách điều phối các công việc tổng quát của Tòa Thánh, liên kết các hoạt động của Giáo triều, chuẩn bị các văn kiện của giáo hoàng, điều hành các cơ quan truyền thông báo chí của Tòa Thánh và Văn phòng Thống kê Trung ương. Phân bộ Thứ Hai (Bộ Ngoại giao): đảm trách quan hệ với các chính quyền dân sự các quốc gia.
Đứng đầu Quốc vụ khanh Tòa Thánh là Hồng y Quốc vụ khanh, ông có thẩm quyền trên lĩnh vực chính trị và ngoại giao của Tòa Thánh. Hiện nay, Hồng y Pietro Parolin là Quốc vụ khanh Tòa Thánh, do Giáo hoàng Phanxicô bổ nhiệm ngày 31 tháng 8 năm 2013.